# Bauernstein Schlettau
Der Bauernstein Schlettau ist ein denkmalgeschützter Bauernstein in der Ortschaft Schlettau des Ortsteils Löbejün der Gemeinde Wettin-Löbejün in Sachsen-Anhalt. Im örtlichen Denkmalverzeichnis ist der Stein unter der Erfassungsnummer 428300242 als besonderer Stein verzeichnet.
Der Bauernstein von Schlettau befindet sich an der Kreuzung der Straßen Bergstraße und Hauptstraße auf einer kleinen Rasenfläche. Der fast rechteckige Stein besteht aus Porphyrgestein und ist 1,5 Meter mal 1,2 Meter und 30 Zentimeter hoch.

## Quelle
- Bauernstein Schlettau, Saalekreis im Bild, abgerufen am 9. November 2017